# 怪獸公主
〈怪獸公主〉（英語：Princess Monster Wife）是《探險活寶》第四季的第9集。在卡通頻道2012年5月28日播出。本集以阿寶和老皮為主角。在這一集裡，阿寶和老皮發現冰霸王已竊取公主的身體部位組成一位新娘，怪獸公主。她可怕到讓阿寶和老皮於沒有昏厥狀態無法直看。最終，怪獸公主意識到自己是怪獸，並自己身上歸還被竊取的身體部位。